# Alain Weill (critique d'art)
 (janvier 2023).
Si vous disposez d'ouvrages ou d'articles de référence ou si vous connaissez des sites web de qualité traitant du thème abordé ici, merci de compléter l'article en donnant les références utiles à sa vérifiabilité et en les liant à la section « Notes et références ».
Pour les articles homonymes, voir Weill et Alain Weill (homonymie).
Alain Weill, né le 7 septembre 1946, est un spécialiste de l'affiche, expert, critique d'art et collectionneur français.

## Biographie
Après de brèves études de droit, Alain Weill décide de se tourner vers l'art.[réf. nécessaire]
Il devient conservateur à la bibliothèque du musée des Arts décoratifs, puis dirige le musée de l'Affiche de 1971 à 1983, avant de lancer en 1985 le « Mois de l’affiche » et d'assurer, de 1990 à 2001, la direction du Festival international de l'affiche et du graphisme de Chaumont.
Expert et critique d'art, Alain Weill a consacré de nombreux ouvrages et catalogues d’exposition aux arts graphiques et à l’affiche publicitaire, parmi lesquels Paul Colin, affichiste (1989), Le Design graphique (2003), ou encore Cassandre (2018), récompensé par le prix Paul-Marmottan.
Également critique gastronomique, il a été membre fondateur du Conseil des arts culinaires. En 1985 il écrit un article pour le livre Le Mezcal Mythique (Ultramarine Éditeur) où il propose de traduire en "chamarrés" le mot anglais cocktails.

## Ouvrages
- L'Affiche française des origines à 1914 avec Andrée Benchétrit, Jacqueline Didier, Centre de création industrielle, 1975
- 100 ans d'affiches des music-halls parisiens, 1977
- Cartes postales Art nouveau, d'affichistes et d'illustrateurs, Éditions Henri Berger, 1977
- Le café-concert. 1848-1914, avec François Caradec, 1980, rééd. augmentée 2007
- avec Paulette Perec, Charles Perussaux et Réjane Barglel-Harry, Rouchon, un pionnier de l'affiche illustrée, Paris, Henri Veyrier / Musée de l'affiche et de la publicité / UCAD, 1983,  (ISBN 9782851992857)
- L'Affiche dans le monde, 1984 - tr. dans le monde entier, Paris, Somogy, rééd. 1991
- Alphonse Mucha : toutes les affiches et panneaux avec Jack Rennert, 1984
- La Coupole, 1988
- Paul Colin, affichiste, 1989
- Affiches Art déco, Inter-livres, 1990
- Les havanes, 1990
- L'invitation au voyage : l'affiche de tourisme dans le monde, 1994
- Cointreau : la saga de la marque mondiale. 1849-1999, 1999
- La mode parisienne : la Gazette du Bon Ton, 2000
- Chocolate posters, avec Israel Perry, 2002
- Le Design graphique, Paris, Gallimard, coll. « Découvertes Gallimard / Arts » (no 439), 2003
- Jules-Alexandre Grün, 2005
- Cassandre, 2005
- 120 ans de Moulin-Rouge, 2010
- Affiches impertinentes, improbables, incorrectes, insolites, 2010
- Encyclopédie de l'affiche, 2011
- Cadavres exquis, 50 photographies[3], Éditions du Sandre, 2016,  (ISBN 9782358211093)
- L'Auvergne en affiches, 2016
- Cassandre, Vanves, Hazan, 2018, 279 p. (ISBN 978-2-7541-1037-2, BNF 45599049), prix Paul-Marmottan 2019